# Guguk (Koto Tujuh)
Guguk is een bestuurslaag in het regentschap Sijunjung van de provincie West-Sumatra, Indonesië. Guguk telt 1998 inwoners (volkstelling 2010).